# Mujeres y vino
Mujeres y vino es un pasodoble compuesto en 1967 por el letrista y músico Alejandro Cintas y Rafael Jaén. Es una canción española que tuvo mucho éxito en el siglo XX interpretada por el famoso cantante Manolo Escobar. En los años 60 esta canción fue muy popular en todo el país.